# Charles H. Winfield
Charles Henry Winfield (* 22. April 1822 in Crawford, New York; † 10. Juni 1888 in Walden, New York) war ein US-amerikanischer Jurist und Politiker. Zwischen 1863 und 1867 vertrat er den Bundesstaat New York im US-Repräsentantenhaus.

## Werdegang
Charles Henry Winfield wurde ungefähr siebeneinhalb Jahre nach dem Ende des Britisch-Amerikanischen Krieges in Crawford geboren. Er schloss seine Vorstudien ab. Dann studierte er Jura. Seine Zulassung als Anwalt erhielt er 1846 und begann dann in Goshen zu praktizieren. Zwischen 1850 und 1856 war Bezirksstaatsanwalt im Orange County. Politisch gehörte er der Demokratischen Partei an.
Bei den Kongresswahlen des Jahres 1862 für den 38. Kongress wurde Winfield im elften Wahlbezirk von New York in das US-Repräsentantenhaus in Washington, D.C. gewählt, wo er am 4. März 1863 die Nachfolge von John B. Steele antrat. Nach einer erfolgreichen Wiederwahl verzichtete er im Jahr 1866 auf eine erneute Kandidatur und schied nach dem 3. März 1867 aus dem Kongress aus.
Nach seiner Kongresszeit ging er wieder seiner Tätigkeit als Anwalt nach. Er starb am 10. Juni 1888 in Walden und wurde auf dem Wallkill Valley Cemetery beigesetzt.